# 2021年聯合國秘書長選舉
2021年聯合國秘書長選舉於2021年6月舉行，旨在選出2022年至2026年的聯合國秘書長人選。時任該職務、來自葡萄牙的安東尼奧·古特雷斯是本次選舉的唯一官方候選人，他在2021年6月8日獲聯合國安全理事會一致推薦連任秘書長職務，並在2021年6月18日獲聯合國大會以鼓掌方式批准。古特雷斯在2022年1月1日開始他的第二個任期。

## 背景
根據《聯合國憲章》規定，「秘書長應由大會經安全理事會之推薦委派之」，故安理會的五個常任理事國在聯合國秘書長選舉亦可以行使其否決權。聯合國透過其他程序規則和認可慣例，對《憲章》有關條文未詳細說明之處進行了補充。
雖然多任聯合國秘書長分別來自不同區域集團，至今仍未有東歐出身的聯合國秘書長；聯合國亦未曾有女性候選人成功當選該職務。即使在2016年聯合國秘書長選舉中，有多名來自東歐的候選人及女性候選人分別獲提名，全球各地也有發起運動支持這些候選人，最後仍由唯一一位非東歐出身亦非女性的候選人當選。本次選舉再次有團體支持由女性擔任新一任聯合國秘書長，但未有任何會員國向安理會提名女性候選人。

## 候選人
候選人須至少獲得一個會員國的提名方可正式參與聯合國秘書長選舉。直至安理會在6月8日召開會議討論推薦人選的當天，只有安東尼奧·古特雷斯獲得提名，另外則有7人表達了參選意願，但未獲提名。

### 官方候選人
現任聯合國秘書長安東尼奧·古特雷斯確認參與本次選舉，競逐連任秘書長職務。
| 圖片 | 姓名              | 相關經驗                                                                           | 提名國 | 提名日期      | 所屬區域集團     |
| ---- | ----------------- | ---------------------------------------------------------------------------------- | ------ | ------------- | ---------------- |
|      | 安東尼奧·古特雷斯 | 葡萄牙總理（1995－2002） 聯合國難民署高級專員（2005－2015） 聯合國秘書長（2017－） | 葡萄牙 | 2021年2月26日 | 西歐和其他國家組 |

### 曾表達參選意願
- 阿羅拉·阿坎克沙（英语：Arora Akanksha）：自2017年起為聯合國開發計劃署的審計協調員[14]。
- 羅薩利亞·阿特亞加·塞拉諾（英语：Rosalía Arteaga）：1996年8月10日至1998年3月30日為厄瓜多爾副總統，並曾於1997年2月短暫擔任數天的代理總統[9]。

## 結果
安東尼奧·古特雷斯獲得提名國葡萄牙、安理會五個常任理事國與印度、巴基斯坦在內多國，以及歐洲聯盟和不結盟運動的支持。2021年6月8日，安理會一致通過推薦古特雷斯連任聯合國秘書長一職的決議，並在同月18日獲聯合國大會透過鼓掌表決形式批准。